# Canar
Canarul (Serinus canaria) sau canarul comun sau canarul de Atlantic este o specie de pasăre paseriformă din familia cintezelor tipice, Fringillidae. Este originară din Insulele Canare, Azore și Madeira. Are două subspecii: canarul sălbatic (Serinus canaria canaria) și canarul domestic (Serinus canaria domestica).

## Taxonomie
Canarul comun a fost clasificat de Linnaeus în 1758 în lucrarea sa Systema Naturae. Inițial, Linnaeus a clasificat canarul drept o subspecie a canarului european și l-a atribuit genului Fringilla. Zeci de ani mai târziu, Cuvier l-a reclasificat în genul Serinus și așa a rămas. Cea mai apropiată rudă a canarului comun este canarul european, iar cele două specii pot produce în medie 25% hibrizi fertili dacă sunt încrucișate.

## Distribuție și habitat
Este endemică în Insulele Canare, Azore și Madeira, în regiunea cunoscută sub numele de Macaronesia din estul Oceanului Atlantic. În Insulele Canare, este comună în Tenerife, La Gomera, La Palma și El Hierro, dar mai locală în Gran Canaria și rară în Lanzarote și Fuerteventura, unde a început să se reproducă recent.  În Insulele Azore, este comun pe toate insulele. Populația a fost estimată la 80.000-90.000 perechi în Insulele Canare, 30.000-60.000 perechi în Insulele Azore și 4.000-5.000 perechi în Madeira.
Apare într-o mare varietate de habitate, de la păduri de pini și lauri până la dune de nisip. Este cel mai des întâlnită în zonele semideschise cu copaci mici, cum ar fi livezile și tufișurile. Apare frecvent în habitate create de om, precum parcuri și grădini. Se găsește de la nivelul mării până la cel puțin 760 m în Madeira, 1.100 m în Azore și până la peste 1.500 m în Insulele Canare.

## Comportament

### Hrană
Se hrănește de obicei în stoluri, căutând hrană pe sol sau printre vegetația joasă. Se hrănește în principal cu semințe, cum ar fi cele de buruieni, ierburi și smochine. De asemenea, se hrănește cu alte materiale vegetale și insecte mici.

## Galerie

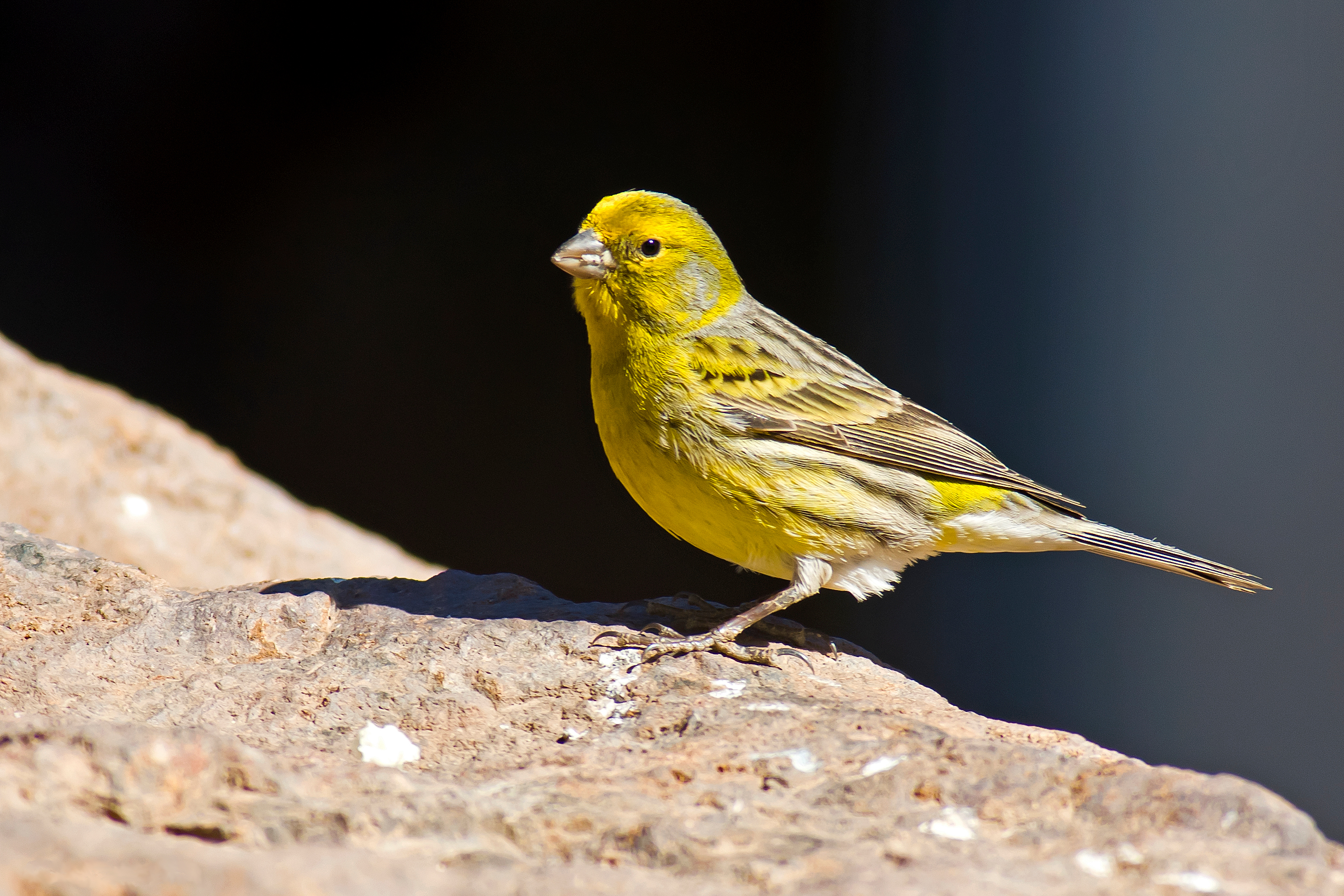
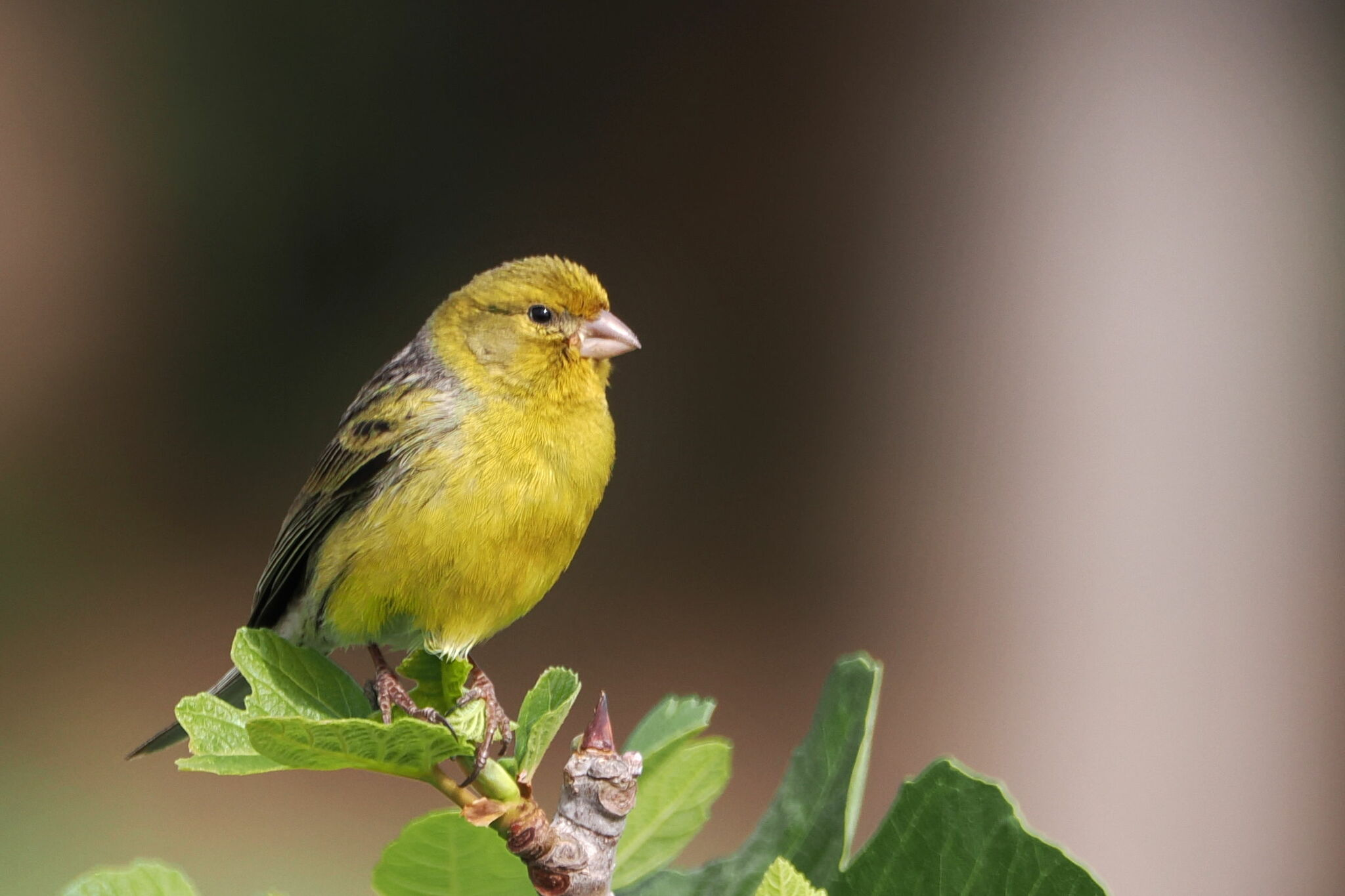
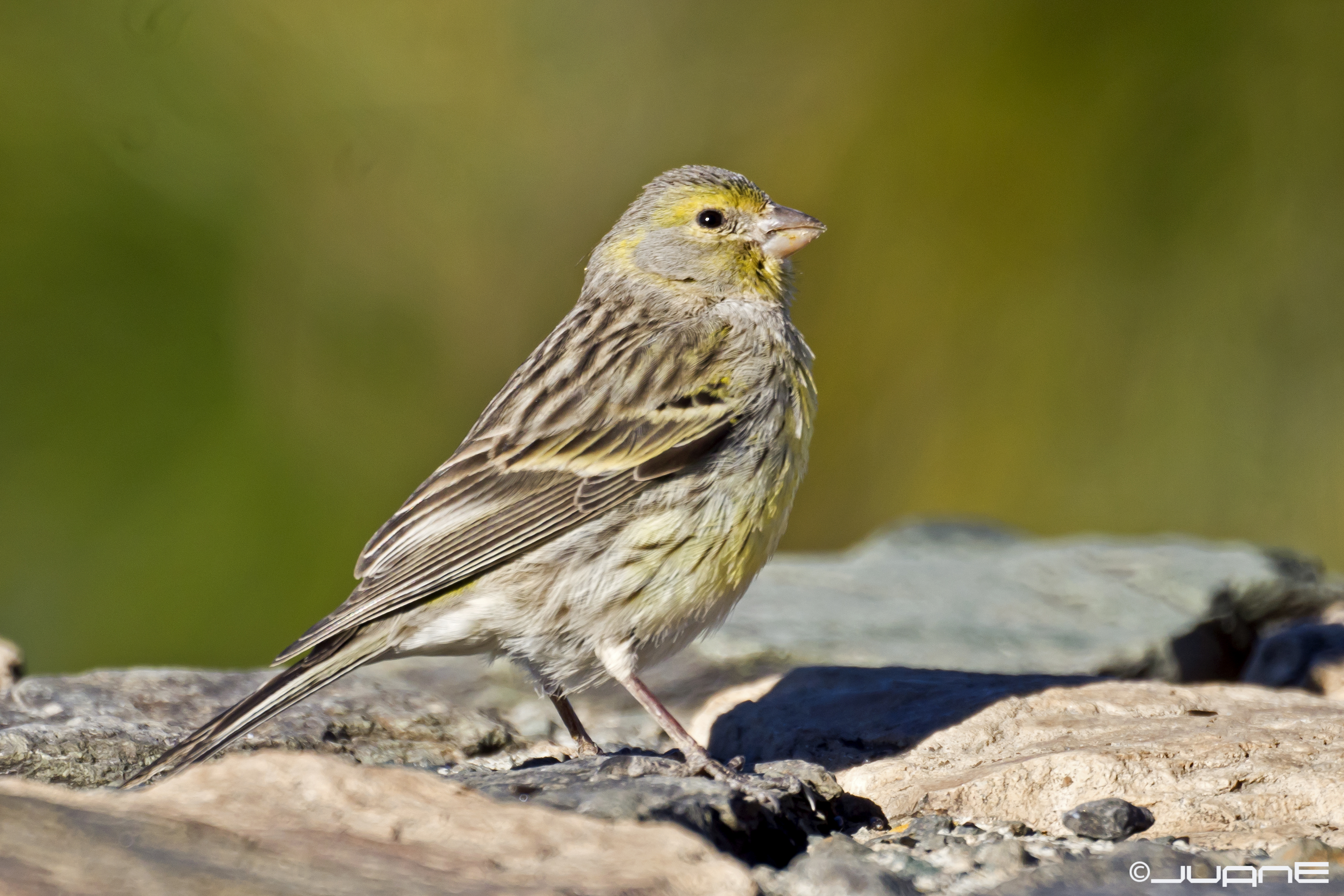